# Suzhou (stacja kolejowa)
Suzhou (chiń. 苏州站; pinyin Sūzhōu Zhàn) – stacja kolejowa w Suzhou, w prowincji Jiangsu, w Chinach. Na stacji jest 7 peronów.